# Абделькадер Ель-Хіаті
Абделькадер Ель-Хіаті (араб. عبد القادر الخياطي, нар. 1945) — марокканський футболіст, що грав на позиції захисника.

## Клубна кар'єра
На клубному рівні виступав за команду ФАР (Рабат).
У складі національної збірної Марокко був учасником чемпіонату світу 1970 року у Мексиці, де Марокко посіло останнє місце в групі, а Ель-Хіаті взяв участь у одному матчі проти ФРН (1:2).